# الیور انتمن
الیور انتمن (انگلیسی: Oliver Antman؛ زادهٔ ۱۵ اوت ۲۰۰۱) بازیکن فوتبال اهل فنلاند است.
از باشگاه‌هایی که در آن بازی کرده‌است می‌توان به باشگاه فوتبال نورشلان اشاره کرد.
وی همچنین در تیم‌های ملی فوتبال زیر ۱۷ سال، زیر ۱۸ سال، زیر ۱۹ سال، زیر ۲۱ سال و بزرگسالان فنلاند بازی کرده‌است.

## دوران ملی
در ۲۶ سپتامبر ۲۰۲۲، آنتمن ۲۱ ساله اولین بازی خود را برای تیم ملی فوتبال فنلاند در لیگ ملت‌های اروپا مقابل تیم ملی فوتبال مونته نگرو انجام داد. آنتمن روی هر دو گل تاثیر داشت و گل اول را به ثمر رساند و پاس گل دوم را ارسال کرد که در نهایت فنلاند ۲ بر صفر پیروز شد.